# Provincia de Guercif
La provincia de Guercif (en árabe: إقليم جرسيف ) es una subdivisión de dominación rural de la región marroquí del Oriental. Tiene el mismo nombre que su capital Guercif. El norte de la provincia forma parte del Rif oriental.

## Historia
La provincia de Guercif fue creada en 2009 – decreto n.º 2-09-319 del 11 de junio – por el desmembramiento de la provincia de Taza.

## Geografía
La provincia de Guercif, de una superficie de 7 307 km², está ubicada al noreste del país, entre el Rif (norte), y el Atlas (sur).

## Recorte administrativo
Según el recorte administrativo de junio de 2009, la provincia de Guercif está compuesta de 10 comunas, de las cuales solo su capital Guergif es un municipio urbano (o municipalidad).

### Municipios Urbanos
- Guercif

### Municipios Rurales
- Assebbab
- Barkine
- Houara Oulad Raho
- Lamrija
- Mazguitam
- Oulad Bourima
- Ras Laksar
- Saka
- Taddart